# Otto Rietmann

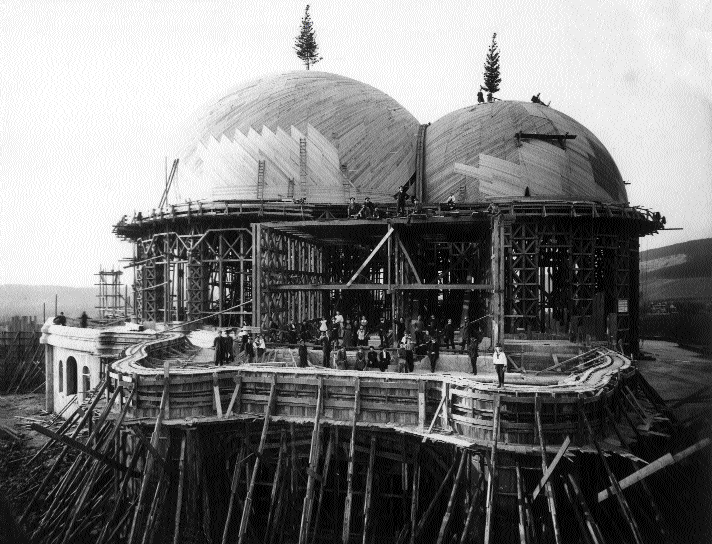
Goetheanum, 1914

Otto Rietmann (6. srpna 1856, St. Gallen – 19. října 1942, tamtéž) byl švýcarský fotograf.

## Životopis
Rietmann pochází z rodiny žijící v St. Gallen. Po vyučení cukrářem se ve Francii vyučil fotografickému řemeslu a v roce 1885 si otevřel fotoateliér, který provozu až do roku 1923. V roce 1886 založil Asociaci švýcarských fotografů (dnes: Švýcarští profesionální fotografové a filmoví designéři ). V roce 1905 se seznámil s Rudolfem Steinerem a v roce 1906 založil Ekkehardskou pobočku v St. Gallen, antroposofickou regionální skupinu. Od roku 1922 byl členem správní rady Antroposofické společnosti ve Švýcarsku a ve správní radě Weledy.

## Dílo
V roce 1915 zdokumentoval novostavbu Goetheana. Jeho nejznámějšími díly jsou portréty Henryho Dunanta (1895) a Rudolfa Steinera (1905). Jeho fotografie Dunanta na konci 19. století významně přispěla ke znovuobjevení Dunanta a dnes ji využívá například výbor pro udělování Nobelových cen. Většina z jeho dochovaného díla je nyní v regionální knihovně St. Gallen.

## Galerie

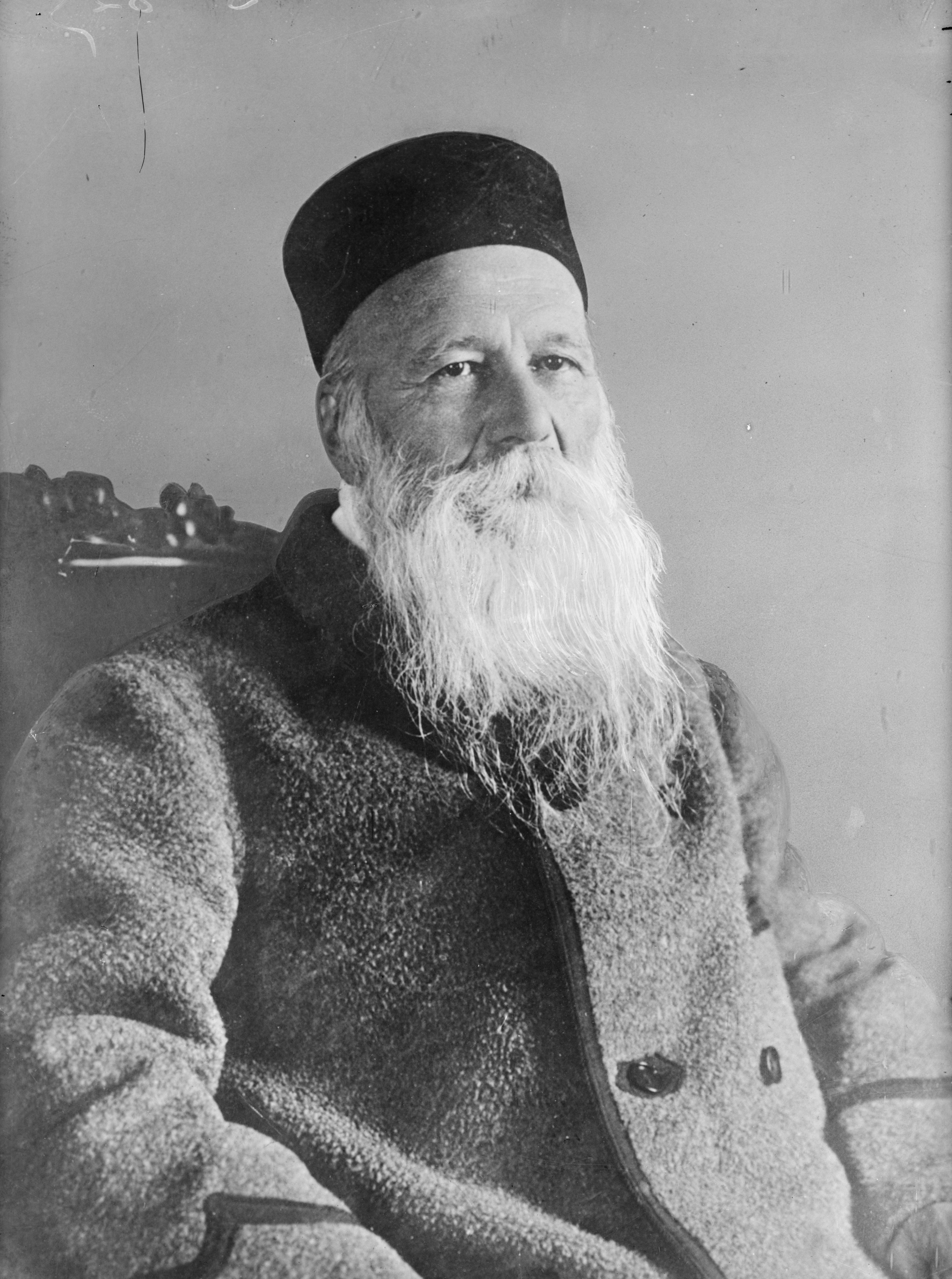
Henry Dunant, 1895
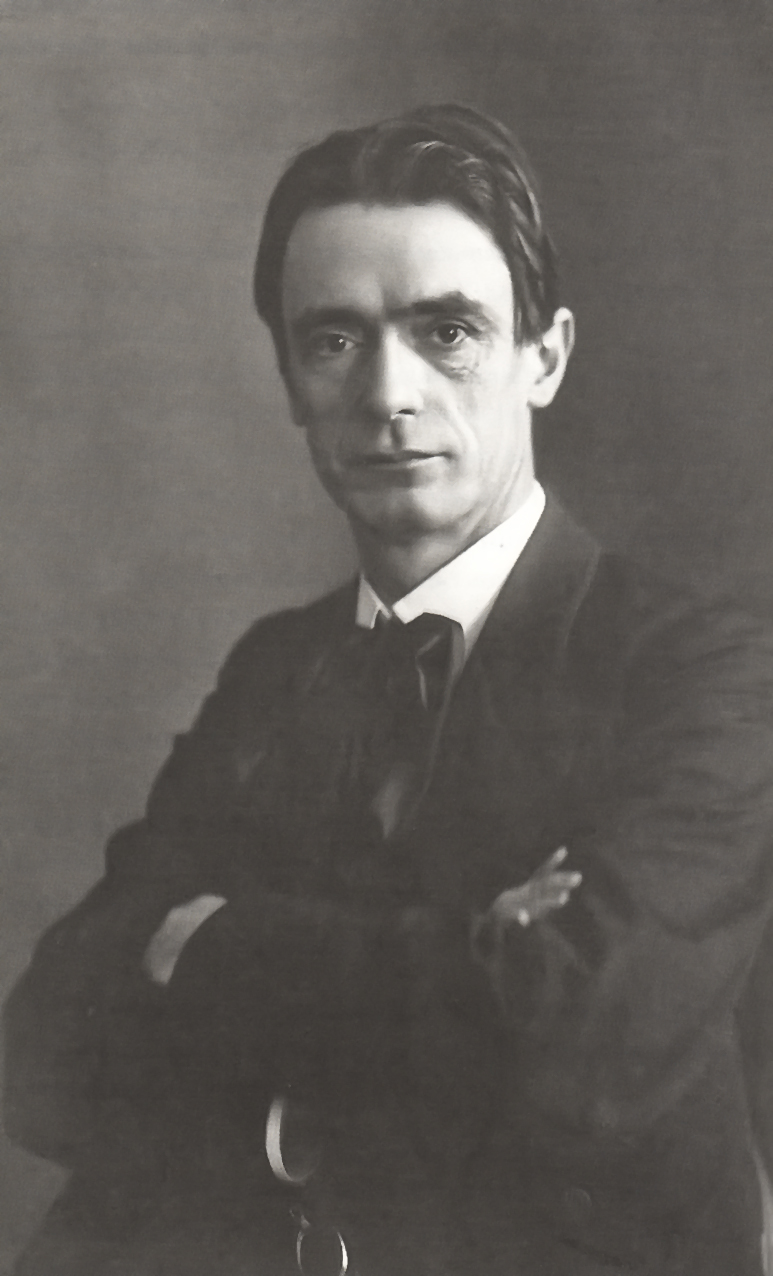
Rudolf Steiner, asi 1905
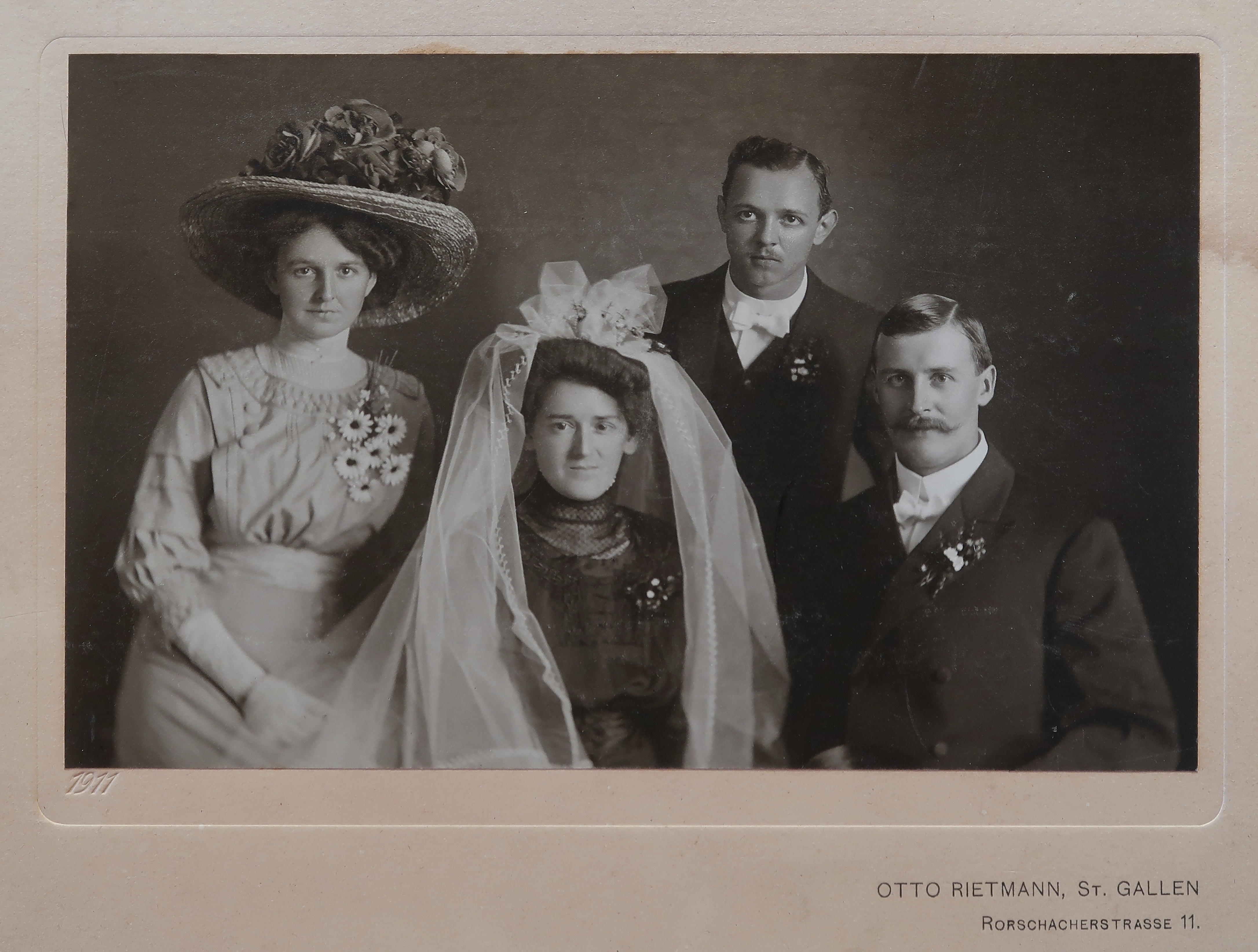
Svatební fotografie, 1911
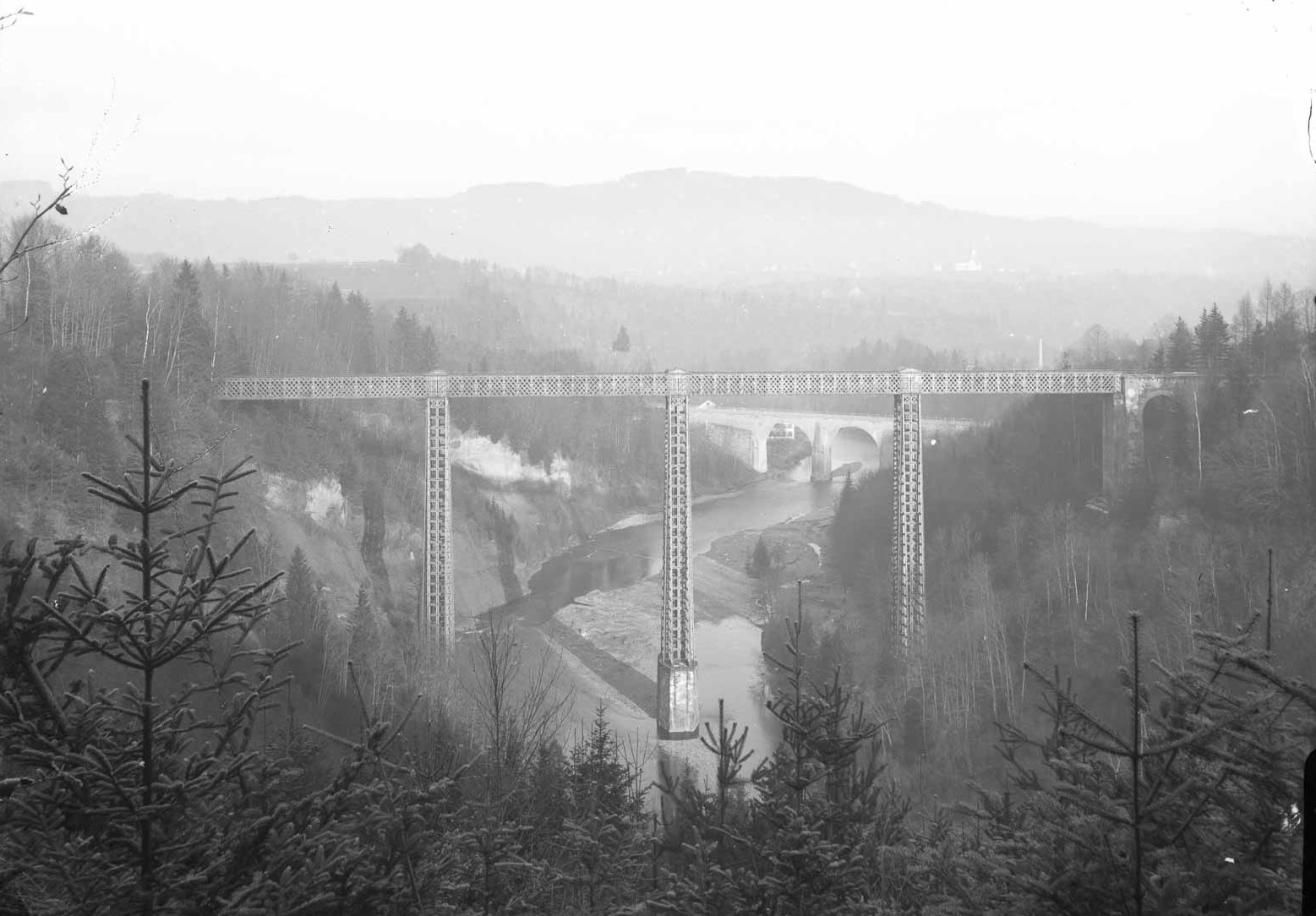
Sitterviadukt, železniční trať, Švýcarské spolkové dráhy